# Dávid-cinege
A Dávid-cinege (Poecile davidi) a madarak osztályának verébalakúak (Passeriformes) rendjébe, ezen belül a cinegefélék (Paridae) családjába tartozó faj.

## Rendszerezése
A fajt Michael Berezowski és Valentin Lvovich Bianchi írták le 1891-ban. Sorolták a Parus nembe Parus davidi néven is.

## Előfordulása
Kína keleti részén honos, 2,135–3,400 méteres tengerszint feletti magasságban. Télen 3000 méter alá ereszkedik. Természetes élőhelyei a szubtrópusi vagy trópusi hegyi esőerdők. Állandó, nem vonuló faj.

## Megjelenése
Testhossza 13 centiméter.

## Életmódja
Rovarokkal és magokkal táplálkozik.

## Szaporodása
Faodúkban fészkel, a földtől 4-10 méteres magasságban.

## Természetvédelmi helyzete
Az elterjedési területe nagy, de folyamatosan csökken, egyedszáma is csökken, de még nem éri el a kritikus szintet. A Természetvédelmi Világszövetség Vörös listáján nem fenyegetett fajként szerepel.